# Finnischer Fußballpokal 1995
Der Finnische Fußballpokal 1995 (finnisch Suomen Cup 1995) war die 41. Austragung des finnischen Pokalwettbewerbs. Er wurde vom finnischen Fußballverband ausgetragen. Das Finale fand am 28. Oktober 1995 im Olympiastadion Helsinki statt.
Pokalsieger wurde Myllykosken Pallo -47. Das Team setzte sich im Finale gegen den FC Jazz Pori durch und qualifizierte sich damit für den Europapokal der Pokalsieger. Titelverteidiger Turku PS war in der 8. Runde eingestiegen und unterlag dort Kotkan Työväen Palloilijat mit 1:2.
Bis auf das Halbfinale wurden die Begegnungen in einem Spiel ausgetragen. Bei unentschiedenem Ausgang wurde das Spiel um zweimal 15 Minuten verlängert. Stand danach kein Sieger fest, folgte ein Elfmeterschießen. Im Halbfinale wurden die Sieger in Hin- und Rückspiel ermittelt. Bei Torgleichstand in beiden Spielen zählte zunächst die größere Zahl der auswärts erzielten Tore; gab es auch hierbei einen Gleichstand, wurde das Rückspiel verlängert und ggf. ein Elfmeterschießen zur Entscheidung ausgetragen.

## Teilnehmende Teams
Die Teilnahme war freiwillig. Insgesamt 193 Mannschaften hatten für den Pokalwettbewerb gemeldet. Die Drittligisten stiegen in der 5. Runde ein, die Zweitligisten in der 7. Runde und die Erstligisten in der 8. bzw. 9. Runde.
| Runde         | Zugänge | Sieger der letzten Runde | Spiele / Sieger |
| ------------- | ------- | ------------------------ | --------------- |
| Qualifikation | 04      | –                        | 02              |
| 1. Runde      | 1260    | 02                       | 64              |
| 2. Runde      | –       | 64                       | 32              |
| 3. Runde      | –       | 32                       | 16              |
| 4. Runde      | –       | 16                       | 08              |
| 5. Runde      | 36      | 08                       | 22              |
| 6. Runde      | –       | 22                       | 11              |
| 7. Runde      | 13      | 11                       | 12              |
| 8. Runde      | 08      | 12                       | 10              |
| 9. Runde      | 06      | 10                       | 08              |
| Viertelfinale | –       | 08                       | 04              |
| Halbfinale    | –       | 04                       | 04 *            |
| Finale        | –       | 02                       | 01              |
| Gesamt        | 1930    |                          | 1940            |

## Qualifikation
|                    | Ergebnis |                       |
| ------------------ | -------- | --------------------- |
| Helsingin Kullervo | 0:4      | Laajasalon Palloseura |
| FC Kasiysi Espoo   | 0:9      | Esbo BK               |

## 1. Runde
|                             | Ergebnis               |                                 |
| --------------------------- | ---------------------- | ------------------------------- |
| Suurmetsän Urheilijat       | 7:2                    | Laajasalon Palloseura           |
| FC Viikingit                | 0:3 n. V.              | PK-35 Helsinki                  |
| Savannan Pallo              | 0:6                    | FC Norssi Helsinki              |
| Pohjois-Haagan Urheilijat   | 2:7                    | Puistolan Urheilijat            |
| Katajanokan Urheilijat      | 5:1                    | Tapanilan Erä                   |
| Puotinkylän Valtti          | 1:3                    | Helsingin Johanneksen Dynamo    |
| Mooseksen Pallo             | 0:3                    | Käpylän Pallo                   |
| Esbo BK                     | 4:4 n. V. (10:9 i. E.) | Hyvinkään Palloseura            |
| Järvenpään-83 PS            | 1:3                    | Grankulla IFK                   |
| Korson Palloseura           | 1:0                    | Vantaan Jalkapalloseura         |
| Vantaan Veturi              | 0:7                    | Järvenpään PS                   |
| Leppävaaran Pallo           | 0:3                    | SexyPöxyt                       |
| FC Vantaa                   | 1:8                    | Tikkurilan PS                   |
| FC Honka Espoo              | 1:0                    | Porvoon Akilles                 |
| Arsenal Helsinki            | 3:0                    | FC Espoo                        |
| Karjalohjan Urheilijat      | 2:5                    | Nummelan Palloseura             |
| Boomshaka Länsi-Uusimaa     | 0:5                    | Horman Hiisi Lohja              |
| Kaarinan Pojat              | 3:4 n. V.              | Maskun Palloseura               |
| Loimaan Palloseura          | 0:5                    | Littoinen Työväen Urheilijat    |
| Liedon Pallo                | 2:0                    | Paimion Haka                    |
| Turun Nahkakuula-75         | 00:3 1                 | Uudenkaupungin Roima            |
| Huhtamon Nuorisoseura       | 1:4                    | Toijalan Pallo -49              |
| Honkilahden Vesat           | 2:1                    | Musan Salama                    |
| Uotilan Työväen Urheilijat  | 8:1                    | Porin Palloilijat               |
| Rauman Kisa-Toverit         | 5:1                    | Vanhakylän Alku                 |
| Iittalan Pallo              | 1:2                    | Janakkalan Pallo                |
| Tervakosken Pato            | 5:1                    | Pekolan Isku                    |
| Tampereen Peli-Toverit      | 2:1                    | Urjalan Palloseura              |
| Kylmäkosken Veikot          | 01:11                  | Paltsarit Tampere               |
| Tahmelan Vesa               | 1:4 n. V.              | PS-44 Valkeakoski               |
| Vammalan Palloseura         | 4:2                    | Sääksjärven Loiske              |
| FC Python Tampere           | 0:2                    | Tampereen Kisa-Toverit          |
| Tammer Futis                | 3:2 n. V.              | Tampereen-Viipurin Ilves Kissat |
| Messukylän Toverit          | 3:9                    | Kangasalan Voitto               |
| Mänttän Valo                | 1:0                    | Jämsänkosken Ilves              |
| Haapamäen Pallo-Pojat       | 2:6                    | FC Laukaa                       |
| Säynätsalon Riento          | 0:2                    | Keuruun Pallo                   |
| Warkauden Pallo -35         | 0:5                    | Äänekosken Huima                |
| FC Pogosta                  | 00:3 2                 | Nilsiän Pallo-Haukat            |
| Kiteen Kisa-Toverit         | 1:3                    | Juankosken Pyrkivä              |
| Toivalan Urheilijat         | 00:3 3                 | Tornion PS                      |
| SC Zulimanit                | 7:0                    | Savon Pallo                     |
| FC Prisma Pilkanmaa         | 0:7                    | FC Kouvola                      |
| Mäntyharjun Jäntevä         | 01:10                  | Voikkaan Pallo-Peikot           |
| PEPO Lappeenranta           | 3:5                    | Roukolahden Raju                |
| Jalkapalloseura Stars Lahti | 0:4                    | Kumu Kuusankoski                |
| Liljendal Idrottsklub       | 0:2                    | Ristiinan Nuorisoseura          |
| Valkealan Kajo              | 10:10                  | Popiniemen Ponnistus            |
| Kajastus Kapiainen          | 2:1                    | Buta Kotka                      |
| Kankaanpään Pallo           | 0:6                    | Haminan Pallo-Kissat            |
| Savitaipaleen Urheilijat    | 7:1                    | Elimäen Vauhti                  |
| FC Nastola                  | 5:2                    | Lahden City Stars               |
| Altair Lahti                | 00:3 4                 | Ristiinan Pallo -82             |
| Kotajärven Pallo            | 0:1                    | Orimattilan Pedot               |
| Heinolan Palloilijat-47     | 6:1                    | Hirvenlän Hirvet                |
| Alavuden Peli-Veikot        | 1:3                    | Petalax IK                      |
| IF Hoppet 46                | 0:2                    | Oravais IF                      |
| Oulaisten Huima             | 2:3                    | FC Raahe                        |
| Kannuksen Ura               | 1:6                    | Nykarleby IK                    |
| Sievin Sisu                 | 2:5                    | Ylöjärven Pallo                 |
| Kajaanin Palloilijat        | 1:2                    | FC Kajaani                      |
| FC Kurenpojat               | 3:2                    | Oulun Tarmo                     |
| Valistus Kaakamo            | 0:2                    | FC-88 Kemi                      |
| Rovaniemen Kanuunat         | 2:4                    | Saarenkylän Nuorisoseura        |

## 2. Runde
|                          | Ergebnis              |                              |
| ------------------------ | --------------------- | ---------------------------- |
| FC Honka Espoo           | 1:3 n. V.             | Helsingin Johanneksen Dynamo |
| Järvenpään PS            | 2:1                   | Grankulla IFK                |
| Korson Palloseura        | 1:3                   | FC Norssi Helsinki           |
| PK-35 Helsinki           | 4:0                   | SexyPöxyt Espoo              |
| Puistolan Urheilijat     | 1:3                   | Arsenal Helsinki             |
| Katajanokan Urheilijat   | 0:0 n. V. (4:5 i. E.) | Suurmetsän Urheilijat        |
| Käpylän Pallo            | 0:2                   | Tikkurilan PS                |
| Tervakosken Pato         | 2:3                   | Janakkalan Pallo             |
| Tampereen Peli-Toverit   | 0:2                   | Esbo BK                      |
| Nummelan Palloseura      | 1:5                   | Horman Hiisi Lohja           |
| Uudenkaupungin Roima     | 2:2 n. V. (4:3 i. E.) | Maskun Palloseura            |
| Liedon Pallo             | 1:2                   | Littoinen Työväen Urheilijat |
| Honkilahden Vesat        | 2:0                   | Toijalan Pallo -49           |
| Rauman Kisa-Toverit      | 0:3                   | Uotilan Työväen Urheilijat   |
| Kangasalan Voitto        | 3:4                   | PS-44 Valkeakoski            |
| Tammer Futis             | 5:2                   | Vammalan Palloseura          |
| Tampereen Kisa-Toverit   | 1:5                   | Paltsarit Tampere            |
| Orimattilan Pedot        | 1:5                   | Mänttän Valo                 |
| Heinolan Palloilijat-47  | 0:1                   | FC Nastola                   |
| Ristiinan Pallo -82      | 2:9                   | Roukolahden Raju             |
| Valkealan Kajo           | 3:1 n. V.             | Kajastus Kapiainen           |
| Kumu Kuusankoski         | 2:1                   | FC Kouvola                   |
| Ristiinan Nuorisoseura   | 2:1                   | Haminan Pallo-Kissat         |
| Savitaipaleen Urheilijat | 1:6                   | Voikkaan Pallo-Peikot        |
| Keuruun Pallo            | 2:0                   | FC Laukaa                    |
| Oravais IF               | 3:4                   | Petalax IK                   |
| Ylöjärven Pallo          | 3:4                   | Nykarleby IK                 |
| Tornion PS               | 0:2                   | Juankosken Pyrkivä           |
| SC Zulimanit             | 2:0                   | FC Kajaani                   |
| Äänekosken Huima         | 0:3                   | Nilsiän Pallo-Haukat         |
| FC Kurenpojat            | 1:3                   | FC Raahe                     |
| FC-88 Kemi               | 1:2                   | Saarenkylän Nuorisoseura     |

## 3. Runde
|                              | Ergebnis              |                            |
| ---------------------------- | --------------------- | -------------------------- |
| Helsingin Johanneksen Dynamo | 4:2 n. V.             | Janakkalan Pallo           |
| PK-35 Helsinki               | 3:1                   | Horman Hiisi Lohja         |
| Esbo BK                      | 3:1                   | Järvenpään PS              |
| Suurmetsän Urheilijat        | 3:1                   | Arsenal Helsinki           |
| Tikkurilan PS                | 3:1                   | FC Norssi Helsinki         |
| Littoinen Työväen Urheilijat | 2:4                   | Uudenkaupungin Roima       |
| Honkilahden Vesat            | 1:1 n. V. (7:6 i. E.) | Uotilan Työväen Urheilijat |
| PS-44 Valkeakoski            | 0:5                   | Paltsarit Tampere          |
| Mänttän Valo                 | 4:2                   | Tammer Futis               |
| Roukolahden Raju             | 1:1 n. V. (4:1 i. E.) | FC Nastola                 |
| Kumu Kuusankoski             | 2:0                   | Valkealan Kajo             |
| Ristiinan Nuorisoseura       | 1:3                   | Voikkaan Pallo-Peikot      |
| Keuruun Pallo                | 2:3 n. V.             | SC Zulimanit               |
| Juankosken Pyrkivä           | 4:5                   | Nilsiän Pallo-Haukat       |
| Nykarleby IK                 | 6:0                   | Petalax IK                 |
| Saarenkylän Nuorisoseura     | 1:0                   | FC Raahe                   |

## 4. Runde
|                       | Ergebnis              |                              |
| --------------------- | --------------------- | ---------------------------- |
| Suurmetsän Urheilijat | 1:2                   | Esbo BK                      |
| Kumu Kuusankoski      | 2:5                   | Tikkurilan PS                |
| PK-35 Helsinki        | 3:1                   | Helsingin Johanneksen Dynamo |
| Uudenkaupungin Roima  | 2:2 n. V. (3:2 i. E.) | Honkilahden Vesat            |
| Mänttän Valo          | 1:3 n. V.             | Paltsarit Tampere            |
| Voikkaan Pallo-Peikot | 3:0                   | Nilsiän Pallo-Haukat         |
| SC Zulimanit          | 2:2 n. V. (5:6 i. E.) | Roukolahden Raju             |
| Nykarleby IK          | 2:3                   | FC Savonlinna                |

## 5. Runde
In dieser Runde stiegen 36 Drittligisten ein.
|                          | Ergebnis              |                            |
| ------------------------ | --------------------- | -------------------------- |
| Kemin Pallotoverit-85    | 1:0                   | Karihaaran Visan Pallo     |
| FC Santa Claus           | 4:2                   | Oulun Palloseura           |
| FC Kiffen 08 Helsinki    | 1:0                   | JK Rakuunat                |
| Roukolahden Raju         | 2:1                   | Iisalmen Pallo-Veikot      |
| Pallo-Kerho 37           | 3:0                   | Mikkelin Kissat            |
| Imatran Pallo-Salamat    | 2:2 n. V. (4:3 i. E.) | FC Savonlinna              |
| Gamlakarleby BK          | 4:3                   | Sepsi-78 Seinäjoki         |
| JJK Jyväskylä            | 5:2                   | Kokkolan PS                |
| IF Närpes Kraft          | 0:1                   | TP-Seinäjoki               |
| Uudenkaupungin Roima     | 2:3 n. V.             | Malmin Palloseura          |
| Paltsarit Tampere        | 0:3                   | Euran Pallo                |
| Valkeakosken Koskenpojat | 2:1                   | Kontulan Urheilijat -72    |
| Ekenäs IF                | 1:4                   | Kesko-Team Hämeenlinna     |
| FC Kuopio                | 1:2                   | Kings SC Kuopio            |
| Esbo BK                  | 2:1                   | Voikkaan Pallo-Peikot      |
| Purha Inkeroinen         | 5:0                   | FC Kirkkonummi             |
| PP-70 Tampere            | 03:0 1                | IFK Mariehamn              |
| Tikkurilan PS            | 0:1 n. V.             | ÅIFK Turku                 |
| Nokian Pyry JK           | 2:0                   | Keski-Uudenmaan Pallo      |
| PK-35 Helsinki           | 7:0                   | Riihimäen Palloseura       |
| Helsingfors IFK          | 2:0                   | Lahden Työväen Palloilijat |
| FC Loviisa               | 2:1                   | FC Tampere                 |

## 6. Runde
|                        | Ergebnis              |                          |
| ---------------------- | --------------------- | ------------------------ |
| TP-Seinäjoki           | 1:0                   | FC Santa Claus           |
| Kemin Pallotoverit-85  | 2:0                   | Gamlakarleby BK          |
| Kings SC Kuopio        | 2:0                   | Pallo-Kerho 37           |
| Roukolahden Raju       | 3:0                   | Imatran Pallo-Salamat    |
| Esbo BK                | 0:2                   | Purha Inkeroinen         |
| PK-35 Helsinki         | 3:1                   | Malmin Palloseura        |
| FC Loviisa             | 0:1                   | FC Kiffen 08 Helsinki    |
| Kesko-Team Hämeenlinna | 1:1 n. V. (2:4 i. E.) | Euran Pallo              |
| JJK Jyväskylä          | 0:1                   | PP-70 Tampere            |
| ÅIFK Turku             | 1:1 n. V. (7:6 i. E.) | Nokian Pyry JK           |
| Helsingfors IFK        | 0:3                   | Valkeakosken Koskenpojat |

## 7. Runde
In dieser Runde stiegen 13 Zweitligisten ein.
|                       | Ergebnis              |                            |
| --------------------- | --------------------- | -------------------------- |
| PK-35 Helsinki        | 2:2 n. V. (3:5 i. E.) | Valkeakosken Koskenpojat   |
| Kings SC Kuopio       | 0:1                   | PP-70 Tampere              |
| Kuopion PS            | 0:2                   | Inter Turku                |
| Kemin Pallotoverit-85 | 3:4                   | Lahden Reipas              |
| Purha Inkeroinen      | 2:3                   | IF Gnistan                 |
| TP-Seinäjoki          | 2:1                   | Kokkolan Palloveikot       |
| FC Kontu              | 1:0                   | Pallo-Iirot Rauma          |
| Euran Pallo           | 3:0                   | HJK Helsinki               |
| Kajaanin Haka         | 9:1                   | Vasa BK-IFK                |
| Roukolahden Raju      | 1:3                   | ÅIFK Turku                 |
| Kemin Palloseura      | 3:3 n. V. (6:7 i. E.) | Kotkan Työväen Palloilijat |
| FC Kiffen 08 Helsinki | 1:2                   | Kultsu Joutseno            |

## 8. Runde
In dieser Runde stiegen acht Erstligisten ein.
|                            | Ergebnis              |                      |
| -------------------------- | --------------------- | -------------------- |
| FC Kontu                   | 2:2 n. V. (5:6 i. E.) | Lahden Reipas        |
| ÅIFK Turku                 | 3:2                   | IF Gnistan           |
| Kultsu Joutseno            | 1:2                   | Rovaniemi PS         |
| Ilves Tampere              | 1:0                   | FinnPa Helsinki      |
| Helsingin Ponnistus        | 0:1                   | Mikkelin Palloilijat |
| Euran Pallo                | 0:2                   | Inter Turku          |
| Kajaanin Haka              | 5:2                   | PP-70 Tampere        |
| Kotkan Työväen Palloilijat | 2:1                   | Turku PS             |
| Valkeakosken Koskenpojat   | 1:4                   | FF Jaro              |
| TP-Seinäjoki               | 2:1                   | Vaasan PS            |

## 9. Runde
In dieser Runde stiegen weitere sechs Erstligisten ein.
|                            | Ergebnis              |                        |
| -------------------------- | --------------------- | ---------------------- |
| Kotkan Työväen Palloilijat | 0:4                   | Ilves Tampere          |
| ÅIFK Turku                 | 0:9                   | FF Jaro                |
| HJK Helsinki               | 2:1                   | Rovaniemi PS           |
| Kajaanin Haka              | 0:3                   | Haka Valkeakoski       |
| Inter Turku                | 1:1 n. V. (4:2 i. E.) | Tampereen Pallo-Veikot |
| Myllykosken Pallo -47      | 2:0                   | FC Kuusysi             |
| FC Jazz Pori               | 2:0                   | Mikkelin Palloilijat   |
| TP-Seinäjoki               | 2:0                   | Lahden Reipas          |

## Viertelfinale
|                       | Ergebnis |                  |
| --------------------- | -------- | ---------------- |
| HJK Helsinki          | 4:2      | Ilves Tampere    |
| Myllykosken Pallo -47 | 2:1      | FF Jaro          |
| FC Jazz Pori          | 2:1      | Haka Valkeakoski |
| TP-Seinäjoki          | 0:6      | Inter Turku      |

## Halbfinale
|                       | Gesamt |              | Hinspiel | Rückspiel |
| --------------------- | ------ | ------------ | -------- | --------- |
| FC Jazz Pori          | 2:0    | HJK Helsinki | 2:0      | 0:0       |
| Myllykosken Pallo -47 | 5:2    | Inter Turku  | 4:0      | 1:2       |

## Finale
| Paarung               | Myllykosken Pallo -47 – FC Jazz Pori |
| Ergebnis              | 1:0 (1:0) |
| Datum                 | 28. Oktober 1995 um 14:00 Uhr (13:00 Uhr MEZ) |
| Stadion               | Olympiastadion, Helsinki |
| Zuschauer             | 6.140 |
| Schiedsrichter        | Jouni Lehtiranta |
| Tore                  | 1:0 Sami Hyypiä (7.) |
| Myllykosken Pallo -47 | Eingesetzte Spieler: Petri Jakonen – Mika Viljanen, Sami Hyypiä, Sami Mahlio, Antti Pohja, Petri Tiainen, Anders Roth, Mauri Keskitalo, Niclas Grönholm, Jukka Koskinen, Toni Huttunen, Tommi Kautonen, Jarkko Koskinen, Vesa Vuorinen, Mika Hernesniemi, Ilpo Hellsten |